# Aglaia foveolata
Aglaia foveolata är en tvåhjärtbladig växtart som beskrevs av C.M. Pannell. Aglaia foveolata ingår i släktet Aglaia och familjen Meliaceae. Inga underarter finns listade i Catalogue of Life.